# Oncicola macrurae
Espèce
Synonymes
- Echinopardalis macrurae Meyer, 1931 - protonyme
- Oligacanthorhynchus macrurae (Meyer, 1931, 1931)

Oncicola macrurae est une espèce d'acanthocéphales de la famille des Oligacanthorhynchidae. C'est un parasite digestif de félins néotropicaux mais trouvé dans une infestation chez un lynx roux dans un jardin zoologique nord-américain.